# 津屋川

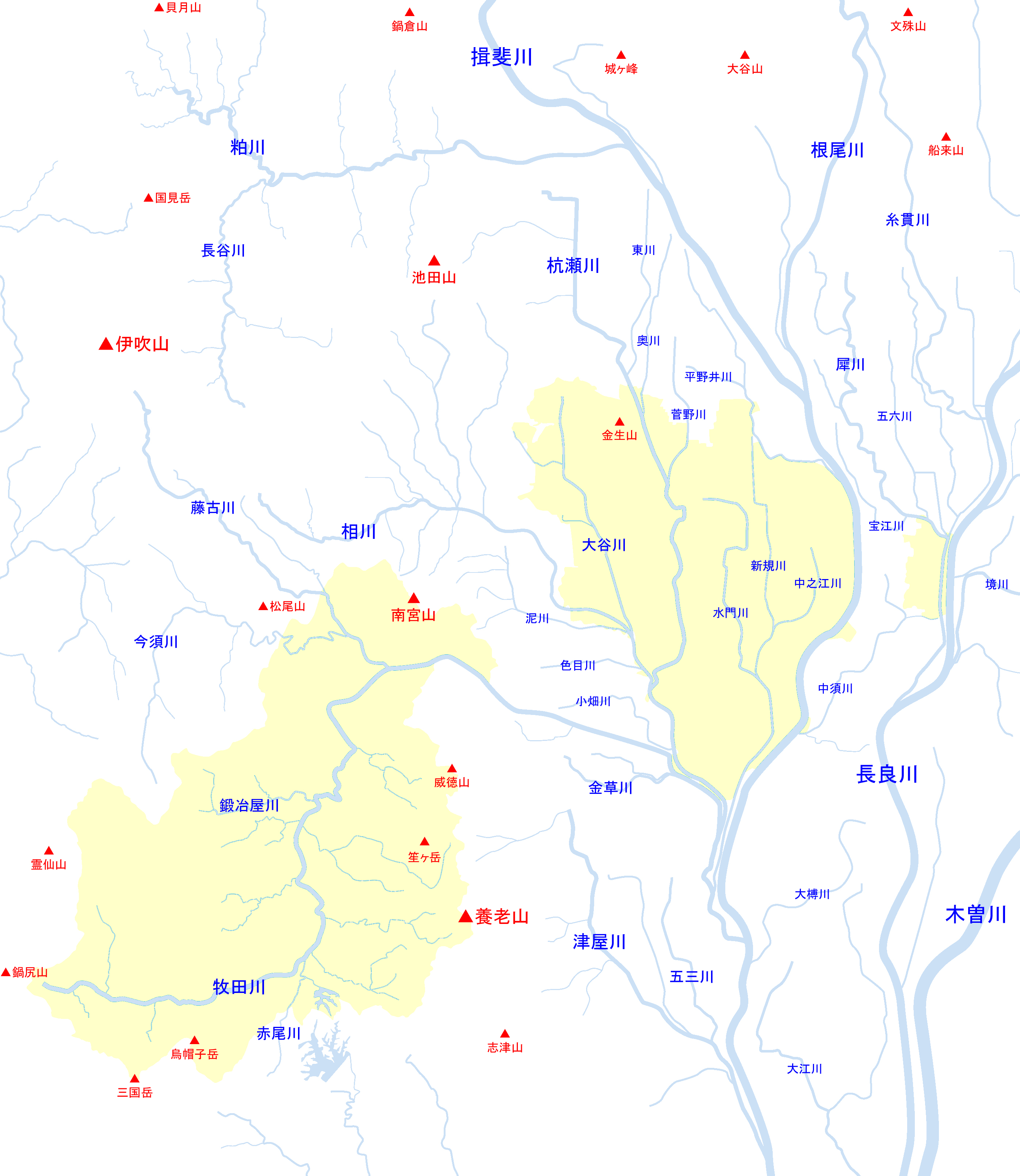
大垣市周辺河川の位置関係図

津屋川（つやがわ）は、木曽川水系の一級河川。岐阜県養老郡養老町・海津市を流れる。揖斐川を経て伊勢湾に至る木曽川の2次支川。

## 地理
岐阜県養老郡養老町の養老山付近が水源。水源のひとつ滝谷には、「養老孝子伝説」で有名な養老の滝がある。滝谷は扇状地に入り涸れ谷となっている。この扇状地の扇端部の湧水帯で流れが現れ、ここから津屋川となる。
津屋川は養老山地の複合扇状地の扇端に沿って、養老山地から流れ出るいくつかの流れと合流しながら南に流れる。小倉谷から生じる一筋は完全なる天井川であり、津屋川や養老鉄道養老線と立体交差した後に津屋川に合流する特異な流路をとる。
海津市南濃町大字津屋字清水には、養老山地からの湧水による「清水池（しみずいけ）」があり、細い水路で津屋川につながる。「津屋川水系清水池ハリヨ生息地」は、2012年（平成24年）9月19日付けで、国の天然記念物に指定された。
津屋川は海津市南濃町駒野付近で多芸輪中の水を集めた五三川と合流し、揖斐川と背割堤で並行した後に南濃町山崎付近で揖斐川と合流する。河川法における河川区間は養老町飯ノ木以下の約14キロメートル。
揖斐川との合流点の少し北側（上流側）に津屋川水門が設置されており、さらにすぐ北側に岐阜県道8号津島南濃線の福岡大橋が架かる。海津市南濃町津屋辺りの堤防には、おおよそ3キロメートルにわたりヒガンバナの群生地がみられる。

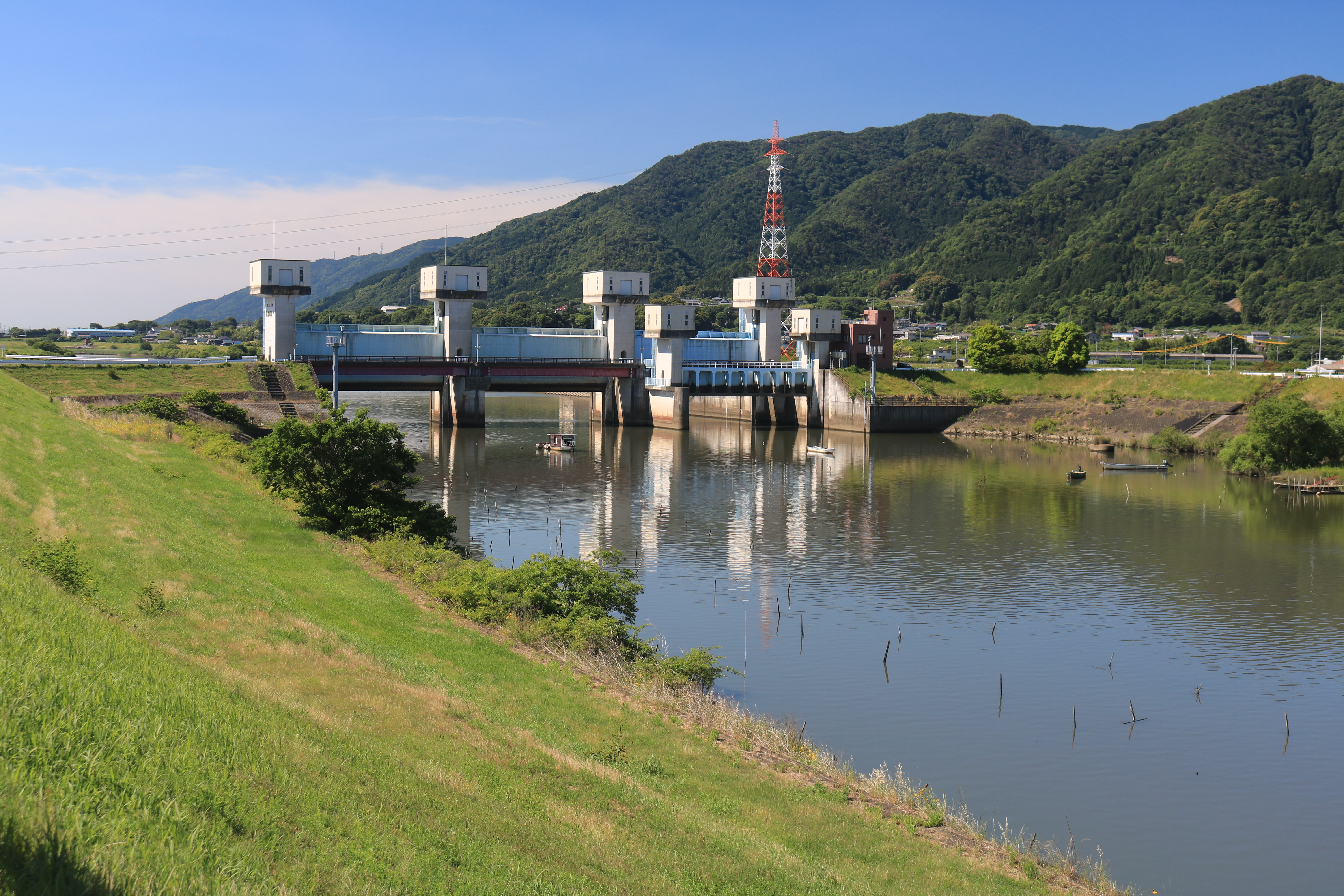
揖斐川への合流部の少し北側に設置されている津屋川の水門
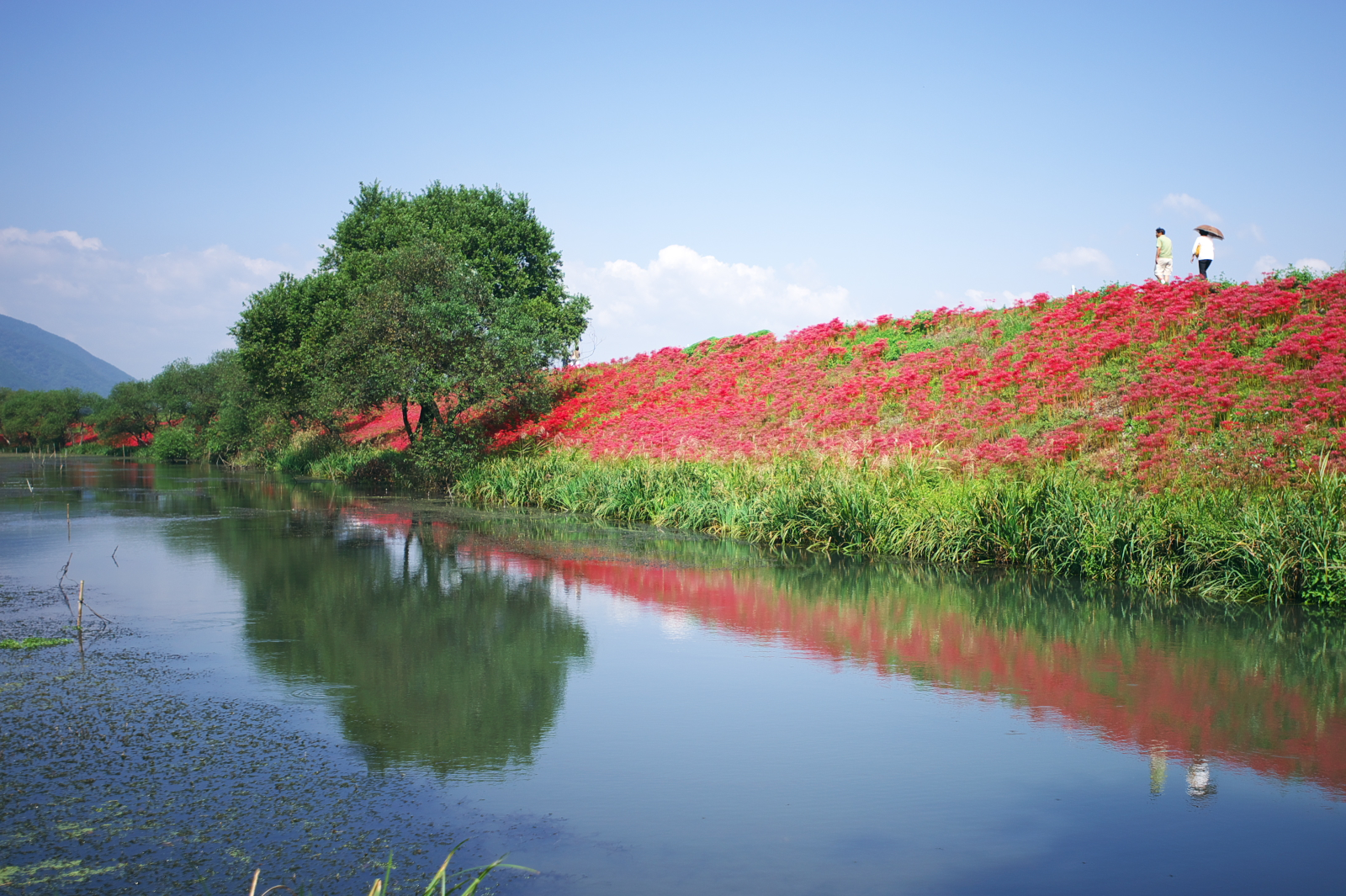
南濃町津屋のヒガンバナ群生地
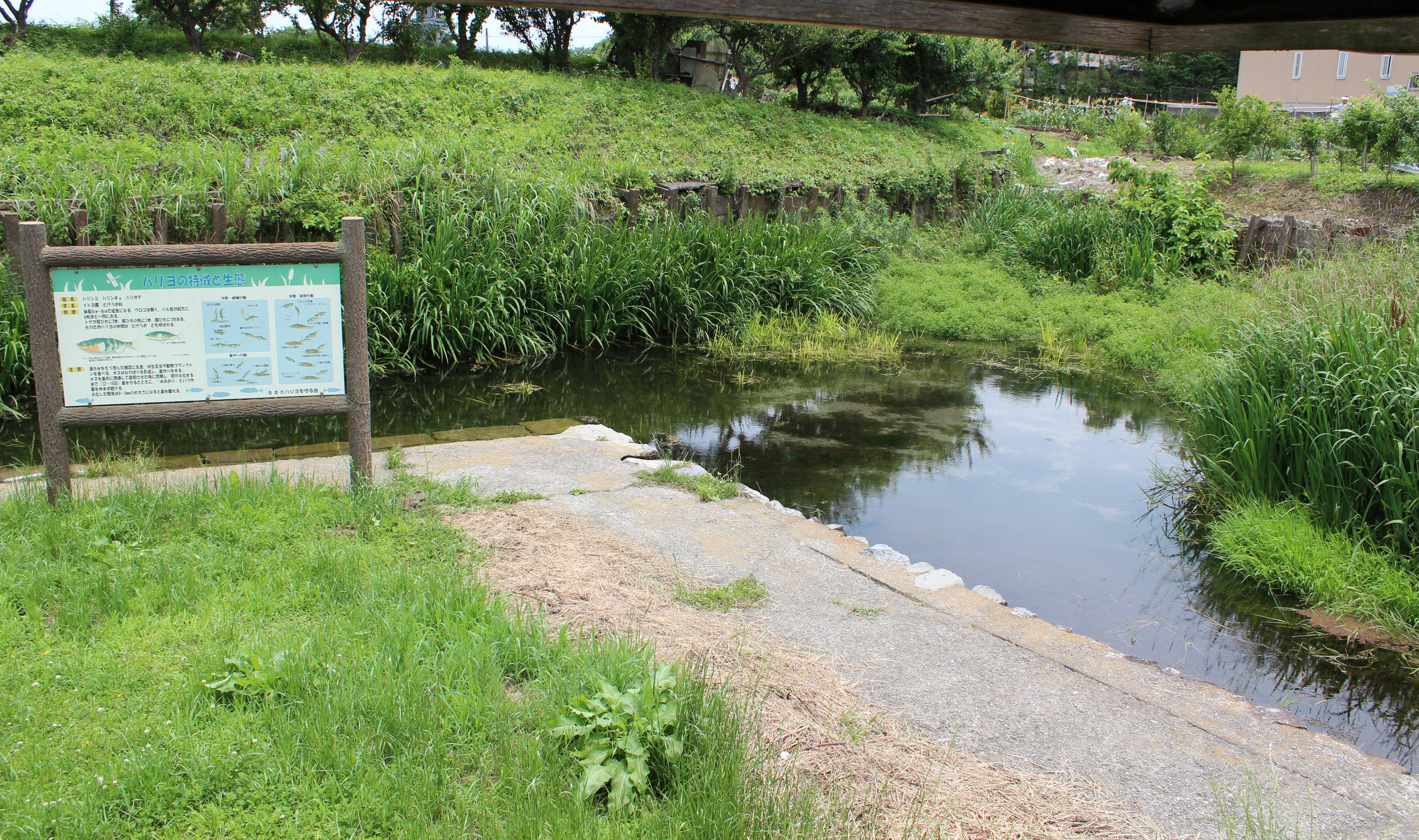
津屋川水系清水池ハリヨ生息地（国の天然記念物）

## 歴史
中世のころには、津屋川と牧田川が1つの河川として今の津屋川筋を流れていたが、後に牧田川が東に流路を変えたために別の川になった。中世末から近世にかけては津屋川は水運に盛んに利用されたと考えられ、養老の勢至鉄座は津屋川の舟運によって栄えたと伝えられる。平治の乱で敗れた源義朝が落ち延びるために津屋川を下ったとも伝えられ、飯ノ木付近に架けられた橋はこれに由来して「源氏橋」と名づけられている。
しかし土砂の堆積から次第に舟の通行に支障が生じるようになり、明治時代の木曽三川分流工事においては揖斐川との合流点を下流域に移すことが試みられ、高須輪中を開削して揖斐川の河道が広げられて揖斐川との間に背割堤が築かれた。

## 主な支流
一級河川のみ記載。
- 五三川

## 主な橋
- 津屋川橋（愛知県道・岐阜県道8号津島南濃線）
- 駒野橋（国道258号）